# Keelatud maa
Chansons représentant l'Estonie au Concours Eurovision de la chanson
Kaelakee hääl
(1996) Mere lapsed
(1998)
Keelatud maa (en français, Terre interdite) est la chanson représentant l'Estonie au Concours Eurovision de la chanson 1997. Elle est interprétée par Maarja.

## Eurovision
La présélection pour la finale du Concours Eurovision de la chanson 1997 suit la même forme que les années précédentes, avec un jury sélectionnant la chanson et l'artiste qui représentera l'Estonie lors de la finale. Les juges choisissent avec une grande avance Keelatud maa, interprétée par Maarja-Liis Ilus, alors que les sondages voyaient Aeg interprétée par la même chanteuse. Maarja-Liis Ilus deviendra la première (et jusqu'à présent la seule) participante estonienne à faire deux apparitions consécutives au Concours Eurovision de la chanson.
Avant d'être présentée au concours, la chanson dormait dans le tiroir du compositeur Harmo Kallaste, puisqu'il voulait d'abord la présenter pour le Concours Eurovision de la chanson 1997 avec une interprétation de Janika Sillamaa. Kallaste décide de retenter sa chance avec la vieille chanson : il fait un nouvel arrangement dans le home studio, la chante lui-même et donne à sa maquette à l'organisation de la sélection. Plus tard, la chanson interprétée par Maarja-Liis Ilusa est réarrangée. Pour le Concours Eurovision, la chanson est réarrangée à nouveau pour un orchestre.
La veille du Concours, Maarja signe avec Universal. La chanson fera l'objet d'une adaptation en anglais Hold Onto Love.
La chanson est la treizième de la soirée, suivant Ale jestem interprétée par Anna Maria Jopek pour la Pologne et précédant Goodbye interprétée par Alma Čardžić pour la Bosnie-Herzégovine.
Maarja a pour choristes Airi Allvee et Evelin Samuel qui représentera l'Estonie au Concours Eurovision de la chanson 1999.
À la fin des votes, elle obtient 82 points et finit huitième des vingt-cinq participants.

### Points attribués à l'Estonie
| 12 points | 10 points           | 8 points                      | 7 points    | 6 points                                         |
| --------- | ------------------- | ----------------------------- | ----------- | ------------------------------------------------ |
| - Italie  | - Royaume-Uni       | - Danemark - France - Irlande | - Allemagne | - Autriche - Pologne                             |
| 5 points  | 4 points            | 3 points                      | 2 points    | 1 point                                          |
|           | - Espagne - Hongrie | - Slovénie                    | - Islande   | - Bosnie-Herzégovine - Chypre - Portugal - Suède |